# Notolycodes
Notolycodes is een monotypisch geslacht van straalvinnige vissen uit de familie van puitalen (Zoarcidae).

## Soort
- Notolycodes schmidti Gosztonyi, 1977